# 바레세 칼초
소치에타 스포르티바 딜레탄티스티카 바레세 칼초(Società Sportiva Dilettantistica Varese Calcio s.r.l.,)는 바레세를 연고이고, 1910년 3월 22일에 창단하여 2019년에 해단한 이탈리아의 옛 축구단이다.